# Німба (гора)
Гора Німба (англ. Mount Nimba) — гора на перетині кордонів Кот-д'Івуару i Гвінеї в Західній Африці. Із висотою 1 752 м, це найвища вершина цих двох країн. Гора є частиною гірського масиву Німба («Гвінейського хребта»), що простягається між Ліберією та двома іншими згаданими країнами. Найближче поселення — Єкепа на заході в Ліберії.
| Гвінея | Це незавершена стаття з географії Гвінеї. Ви можете допомогти проєкту, виправивши або дописавши її. |

| Кот-д'Івуар | Це незавершена стаття з географії Кот-д'Івуару. Ви можете допомогти проєкту, виправивши або дописавши її. |

| Ліберія | Це незавершена стаття з географії Ліберії. Ви можете допомогти проєкту, виправивши або дописавши її. |